# Episodi di Nati ieri
La prima e unica stagione della serie televisiva italiana Nati ieri, composta da 26 episodi, è andata in onda su Canale 5 dal 21 dicembre 2006 al 12 febbraio 2007 per i primi 18 episodi, e su Rete 4 dal 15 giugno al 6 luglio 2007 per i restanti episodi.
| nº | Titolo                   | Prima TV Italia  |
| -- | ------------------------ | ---------------- |
| 1  | Prendere o lasciare      | 21 dicembre 2006 |
| 2  | La voce della vita       | 21 dicembre 2006 |
| 3  | Per sempre nel cuore     | 27 dicembre 2006 |
| 4  | Sotto pressione          | 27 dicembre 2006 |
| 5  | Controllati a vista      | 3 gennaio 2007   |
| 6  | Nozze in corsia          | 3 gennaio 2007   |
| 7  | Dipendenze               | 11 gennaio 2007  |
| 8  | Oltre le apparenze       | 11 gennaio 2007  |
| 9  | La forza della debolezza | 17 gennaio 2007  |
| 10 | Una giornata tranquilla  | 17 gennaio 2007  |
| 11 | Il coraggio di sbagliare | 24 gennaio 2007  |
| 12 | Sfide                    | 24 gennaio 2007  |
| 13 | Verità                   | 29 gennaio 2007  |
| 14 | Sotto tiro               | 29 gennaio 2007  |
| 15 | La voce del sangue       | 5 febbraio 2007  |
| 16 | Paternità                | 5 febbraio 2007  |
| 17 | Senza prezzo             | 12 febbraio 2007 |
| 18 | Legami                   | 12 febbraio 2007 |
| 19 | Confidenze               | 15 giugno 2007   |
| 20 | Segreti di famiglia      | 15 giugno 2007   |
| 21 | Scelte a rischio         | 22 giugno 2007   |
| 22 | Guardie e ladri          | 22 giugno 2007   |
| 23 | Contagi                  | 29 giugno 2007   |
| 24 | Una domenica tranquilla  | 29 giugno 2007   |
| 25 | Rivelazioni              | 6 luglio 2007    |
| 26 | La resa dei conti        | 6 luglio 2007    |

## Prendere o lasciare
- Diretto da:
- Scritto da:

### Trama
- Ascolti Italia: telespettatori 5 710 000 – share 22,73%[1]

## La voce della vita
- Diretto da:
- Scritto da:

### Trama
- Ascolti Italia: telespettatori 4 980 000 – share 22,88%[1]

## Controllati a vista
- Diretto da:
- Scritto da:

### Trama
- Ascolti Italia: telespettatori 4 598 000 – share 17,84%[2]

## Nozze in corsia
- Diretto da:
- Scritto da:

### Trama
- Ascolti Italia: telespettatori 4 304 000 – share 19,38%[2]

## Dipendenze
- Diretto da:
- Scritto da:

### Trama
- Ascolti Italia: telespettatori 4 373 000 – share 16,22%[3]

## Oltre le apparenze
- Diretto da:
- Scritto da:

### Trama
- Ascolti Italia: telespettatori 3 871 000 – share 17,58%[3]

## Il coraggio di sbagliare
- Diretto da:
- Scritto da:

### Trama
- Ascolti Italia: telespettatori 4 725 000 – share 17,15%[4]

## Sfide
- Diretto da:
- Scritto da:

### Trama
- Ascolti Italia: telespettatori 4 169 000 – share 18,43%[4]